# Škoflje, Divača
Škoflje este o localitate din comuna Divača, Slovenia, cu o populație de 118 locuitori.